# Dieter Götz (Anglist)
Dieter Götz (* 14. Februar 1942 in Ansbach; † 30. August 2020) war ein deutscher Anglist, Sprachwissenschaftler und Hochschullehrer.

## Leben und Wirken
Dieter Götz studierte Anglistik, Germanistik und Philosophie an den Universitäten Würzburg, Freiburg/Br. und Erlangen. 1967 legte er an der Universität Erlangen das Staatsexamen für den höheren Schuldienst ab und promovierte dort anschließend im Jahre 1971 bei Herbert Voitl. Seine Hochschullehrertätigkeit begann er 1967 als wissenschaftlicher Assistent an der Universität Erlangen, 1972 wurde er dort Wissenschaftlicher Rat. 1973 wechselte er an die Universität Augsburg. Von 1978 bis 2007 war er Professor für Angewandte Sprachwissenschaft (Anglistik) und leitete das Sprachenzentrum dieser Universität.
Götz hat sich besonders durch die Erarbeitung eines neuartigen umfangreichen „Großwörterbuchs Deutsch als Fremdsprache“, das bisher in mehrfachen neuen Ausgaben erschien, einen Namen gemacht. Außerdem veröffentlichte er eine „Einführung in die Sprachwissenschaft für Anglisten“.

## Veröffentlichungen (Auswahl)
- Studien zu den verdunkelten Komposita im Englischen (= Erlanger Beiträge zur Sprach- und Kunstwissenschaft, Bd. 40). Carl, Nürnberg 1971 (= Dissertation Universität Erlangen).
- (mit Ernst Burgschmidt): Einführung in die Sprachwissenschaft für Anglisten. Ein Lehr- und Arbeitsbuch. Hueber Verlag, München 1971 (2. Aufl. 1973).
- (mit Ernst Burgschmidt): Historische Linguistik: Englisch (= Anglistische Arbeitshefte, Bd. 2). Niemeyer, Tübingen 1973, ISBN 3-484-40034-X.
- (mit Ernst Burgschmidt): Kontrastive Linguistik deutsch/englisch. Theorie und Anwendung. Hueber, München 1974, ISBN 3-19-002169-4.
- Stilistik und Idiomatik im Englischunterricht (= Linguistische Beiträge zum Fremdsprachenunterricht, Bd. 2). Lensing, Dortmund 1976, ISBN 3-559-22662-9.
- (Hrsg.): Langenscheidts Großwörterbuch Deutsch als Fremdsprache. Langenscheidt, Berlin 1993 (neueste Ausgabe, bearb. von Christiane Wirth): Langenscheidt, Stuttgart 2024, ISBN 978-3-12-514606-8.
- (Bearb.): Englischer Sprachgebrauch von A–Z. Hueber, Ismaning 1996, ISBN 3-19-002441-3.
- (Bearb.): Englische Grammatik von A–Z. Hueber, Ismaning 1997, ISBN 3-19-002450-2.
- (Bearb., mit Peter A. Lawson): Wirtschaftsenglisch im Kontext von A–Z. Hueber, Ismaning 1999, ISBN 3-19-002648-3.
- (Hrsg.): Langenscheidts Großwörterbuch Deutsch als Fremdsprache (Deutsch – Chinesisch). Langenscheidt, Berlin u. a. 1999, ISBN 7-5600-1444-5.
- (Bearb., mit Gunter Lorenz): Englische Idioms von A–Z. Hueber, Ismaning 2002, ISBN 3-19-006377-X.
- (Hrsg.): Langenscheidts Schulwörterbuch Deutsch als Fremdsprache. Langenscheidt, München 2016 (neueste Ausgabe, bearb. von Anette Dralle, 2024, ISBN 978-3-12-514575-7.)